# Szilard (Mondkrater)
Szilard  ist ein Mondkrater in der nördlichen Hemisphäre auf der Mondrückseite und kann daher auch nicht direkt von der Erde aus gesehen werden.
| Buchstabe | Position            | Durchmesser | Link |
| --------- | ------------------- | ----------- | ---- |
| H         | 32,63° N, 108,21° O | 49 km       |      |
| M         | 31,2° N, 106,66° O  | 24 km       |      |